# Wanda Hendrix
Pour les articles homonymes, voir Hendrix (homonymie).

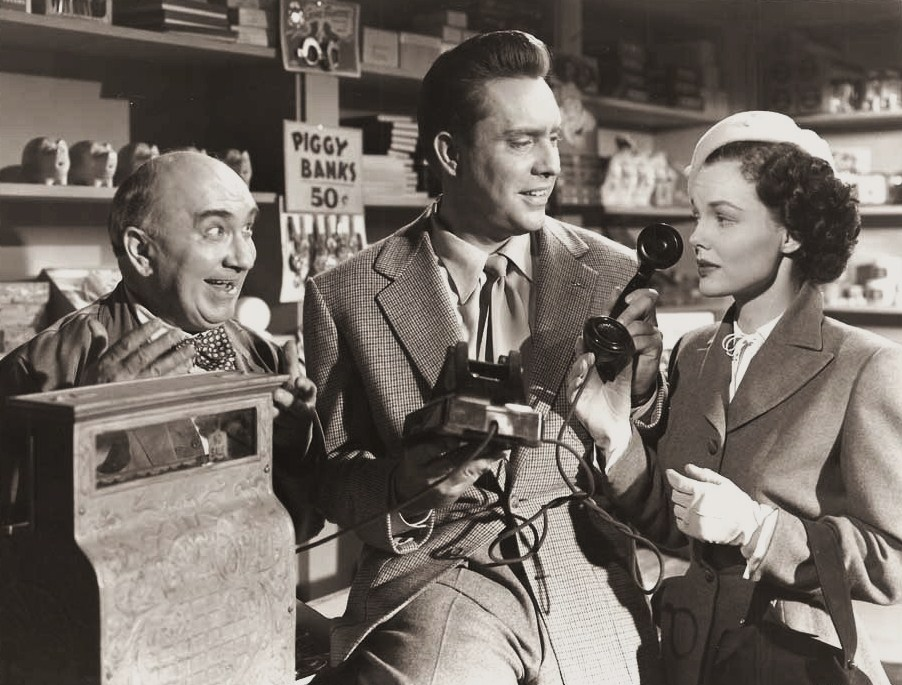
Avec Fred Essler (à g.) et Edmond O'Brien, dans The Admiral Was a Lady (1950).

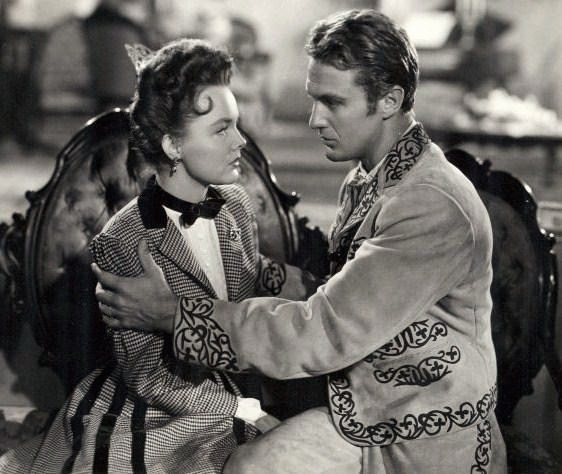
Avec Robert Stack dans My Outlaw Brother (1951).

Wanda Hendrix, née Dixie Wanda Hendrix le 3 novembre 1928 à Jacksonville (Floride) et morte le 1er février 1981 à Burbank (Californie), est une actrice américaine.
Elle contribue à vingt-six films, dont des westerns.

## Carrière
Wanda Hendrix se produisait dans un théâtre amateur local lorsqu'elle est repérée par un découvreur de talent de Hollywood qui lui fait signer un contrat. En 1945, elle a seize ans quand elle tourne dans son premier film : Agent secret (Confidential Agent), avec Charles Boyer et Lauren Bacall. Puis elle n'apparaîtra plus que dans des films de série B jusqu'en 1947, quand elle décroche des rôles dans des films plus prestigieux : le film noir Et tournent les chevaux de bois de, et avec Robert Montgomery ; La Chasse aux millions (Miss Tatlock's Millions), une comédie de 1948, et le film historique Échec à Borgia d'Henry King, avec Tyrone Power et Orson Welles. En 1950, elle tourne dans le western Sierra avec Audie Murphy, qu'elle avait épousé l'année précédente ; puis dans le film de guerre Le Dénonciateur de Mitchell Leisen (1950) au côté d'Alan Ladd.
Suivront notamment le western My Outlaw Brother d'Elliott Nugent (1951) avec Mickey Rooney et Robert Stack), et en 1953 : Au sud d'Alger, un film d’aventures britannique réalisé par Jack Lee tourné en Algérie.
Dans les années 1950, elle aura du mal à obtenir de bons rôles ; elle décide de se retirer du cinéma en 1954 pour se consacrer exclusivement à la télévision, nouveau média alors en plein essor où elle était apparue dès 1950. Elle tournera dans vingt séries, dont La Grande Caravane (un épisode, 1958) et Ma sorcière bien-aimée (un épisode, 1971). Elle tient son ultime rôle dans un épisode de Police Story, diffusé en 1974.
Son dernier film au cinéma sortira en 1972.

## Vie privée
En 1946, l'acteur Audie Murphy, soldat américain le plus décoré de la Seconde Guerre mondiale, voit Wanda Hendrix sur la couverture du magazine Coronet et s'arrange pour la rencontrer. Ils se marient le 8 février 1949, et l'année suivante tournent un western ensemble, Sierra, mais ils divorcent un an plus tard, le 14 avril 1950. Wanda dira plus tard que Murphy voulait qu'elle renonce à sa carrière, mais, plus grave encore, qu'il souffrait de trouble de stress post-traumatique dû à la guerre : ainsi, lors de « flashbacks », il l'avait une fois attrapée et tenue sous la menace d'une arme. À la fin de sa vie, toutefois, Wanda parlera de son ex-mari en des termes sympathiques.
Le 26 juin 1954, elle se remarie avec un riche sportif, James Langford Stack, Jr., frère de l'acteur Robert Stack, et se retire du cinéma. Ils divorcent quatre ans plus tard. En 1969, elle épouse en dernières noces le financier italien Steven LaMonte (1942) dont elle divorce également en 1980. Elle n'a pas eu d'enfant.
En 1981, Wanda Hendrix meurt prématurément à l'âge de 52 ans, d'une pneumonie aiguë.

## Filmographie partielle

### Cinéma
(films américains, sauf mention contraire ou complémentaire)
- 1945 : Agent secret (Confidential Agent) d'Herman Shumlin : Else
- 1947 : L'Amant sans visage (Nora Prentiss) de Vincent Sherman : Bonita « Bunny » Talbot
- 1947 : Le Docteur et son toubib (Welcome Stranger) d'Elliot Nugent : Emily Walters
- 1947 : Hollywood en folie (Variety Girl) de George Marshall : Variety Girl
- 1947 : Et tournent les chevaux de bois (Ride the Pink Horse) de Robert Montgomery : Pilar
- 1948 : La Chasse aux millions (Miss Tatlock’s Millions) : Nan Tatlock
- 1949 : Mon véritable amour (My Own True Love) de Compton Bennett : Sheila Heath
- 1949 : Song of Surrender (en) de Mitchell Leisen : Abigail Hunt
- 1949 : Échec à Borgia (Prince of Foxes) d'Henry King : Camilla Verano
- 1950 : Le Dénonciateur (Captain Carey, U.S.A.) de Mitchell Leisen : Baronne Giulia de Greffi
- 1950 : Sierra d'Alfred E. Green : Riley Martin
- 1950 : The Admiral Was a Lady d'Albert S. Rogell : Jean Madison
- 1950 : Saddle Tramp d'Hugo Fregonese : Della
- 1951 : Le Chevalier au masque de dentelle (The Highwayman) de Lesley Selander : Bess Forsythe
- 1951 : My Outlaw Brother d'Elliot Nugent : Senorita Carmel Alvarado
- 1952 : Montana Territory de Ray Nazarro : Claire Enoch
- 1953 : Au sud d'Alger (South of Algiers) de Jack Lee (film britannique) : Anne Burnet
- 1953 : La Dernière Chevauchée d'Alfred L. Werker : Deborah
- 1953 : La Mer des bateaux perdus (Sea of Lost Ships) de Joseph Kane : Pat Kirby
- 1954 : La Tueuse de Las Vegas (Highway Dragnet) de Nathan Juran : Susan Willis
- 1954 : The Black Dakotas (en) de Ray Nazarro : Ruth Lawrence
- 1961 : Boy Who Caught a Crook d'Edward L. Cahn : Laura
- 1963 : La Revanche du Sicilien (Johnny Cool) de William Asher : Mlle Connolly
- 1964 : La Diligence partira à l'aube (Stage to Thunder Rock) de William F. Claxton : Mme Swope
- 1972 : One Minute Before Death de Rogelio A. González (film américano-mexicain) : Genevieve Howard

### Séries télévisées
- 1958 : La Grande Caravane (Wagon Train), saison 1, épisode 32 The Charles Maury Story : Juliette Creston
- 1960 : Bat Masterson, saison 3, épisode 13 The Lady Plays Her Hand de Norman Foster : Daphne Kaye
- 1961 : The Deputy, saison 2, épisode 16 The Lesson : Mary Willis
- 1971 : Ma sorcière bien-aimée (Bewitched), saison 8, épisode 8 Être ou ne pas être (TV or Not TV) de William Asher : Helen Silverton
- 1974 : Police Story, saison 2, épisode 5 World Full of Hurt : Sandra

### Source
- (en) Biographie de Wanda Hendrix